# 2011年國際自由車環台公路大賽
2011年國際自由車環台公路大賽（英語：Tour de Taiwan 2011）在2011年3月19日─3月28日舉行，首先由台北市仁愛樹蔭大道的個人計時賽揭開序幕，並依序在台北、新北、桃園、新竹、台中、嘉義、高雄、台東、花蓮、宜蘭，進行不同類型的公路賽與繞圈賽。
本屆比賽為2012年倫敦奧運積分資格賽之一，所以各國都精銳盡出。

## 參賽隊伍
| 區域   | 國別                              | 隊伍                                                 |
| ------ | --------------------------------- | ---------------------------------------------------- |
| 歐洲   | 英国                              | 夏普神鷹職業隊（Rapha Condor Sharp）                 |
| 歐洲   | 荷蘭                              | 荷蘭國家隊（Netherlands National Team）              |
| 歐洲   | 義大利                            | 義大利職業隊（D'Angelo&Antenucci-Nippo）             |
| 歐洲   | 德国                              | 紐特里斯職業隊（Nutrixxion Sparkasse）               |
| 北美洲 | 美国                              | 凱力職業車隊（Kelly Benefit Strategies/Opyumhealth） |
| 大洋洲 |                                   | 澳洲職業隊（Drapac Professional Cycling Team）       |
| 亞洲   | 中国                              | 河南省菁英隊（Henan Cycling Team）                   |
| 亞洲   | 中国                              | 萬勝職業隊（Max Success Sports）                     |
| 亞洲   | 香港                              | 香港隊（Hong Kong Team）                             |
| 亞洲   | 香港                              | 卓比奧斯職業隊（Champion System Racing Team）        |
| 亞洲   | 印度尼西亞                        | 寶利根職業車隊（Polygon Sweet Nice Team）            |
| 亞洲   | 日本                              | 禧瑪諾職業車隊（Shimano Racing Team）                |
| 亞洲   | 日本                              | 日本國家隊                                           |
| 亞洲   | 南韓國家隊（Korea National Team） |                                                      |
| 亞洲   | 马来西亚                          | 馬來西亞國家隊                                       |
| 亞洲   | 伊朗                              | 大布里斯職業隊（Tabriz Petrochemical Cycling Team）  |
| 亞洲   | 中華臺北                          | 前勁職業隊（ACTION Cycling Team）                    |
| 亞洲   | 中華臺北                          | 捷安特建大職業隊（Giant Kenda Cycling Team）         |
| 亞洲   | 中華臺北                          | 申騰美利達隊（Team Senter-Merida Taiwan）            |
| 亞洲   | 中華臺北                          | 台中浩捍隊（Exustar Cycling Team）                   |

## 各站概要
註：比賽成績內的所有時間單位，皆為「時：分'秒"」。

### 序幕站（台北市）
- 性質：個人計時賽
- 路線：市府路→松高路→松智路→松壽路→市府路
- 里程：每圈1公里，比賽進行2圈，共2公里

#### 比賽數據
註：比賽成績以官方公佈之成績表為準。
- 單站成績：

| 項目 | 前三名                                 |
| ---- | -------------------------------------- |
| 1    | 費蘭(PHELAN Adam) （澳洲職業隊）       |
| 2    | 歐傑偉(OJAVEE Mart) （卓比奧斯職業隊） |
| 3    | 唐寧(DOWNING Dean) （夏普神鷹職業隊）  |

### 第一站（台北市）
- 性質：國際菁英城市繞圈賽
- 路線：市府路→松高路→松智路→松壽路→市府路
- 里程：每圈1公里，比賽進行60圈，共60公里，不含暖胎圈3圈
- 衝刺點：第24、36、48圈

#### 比賽數據
註：比賽成績以為準。
- 單站成績：

| 項目 | 個人前三名                               | 團體前三名     |
| ---- | ---------------------------------------- | -------------- |
| 1    | 朴晟柏 （韓國國家隊）                    | 凱力職業車隊   |
| 2    | 巴拿多(RICCIO Bernardo) （義大利職業隊） | 卓比奧斯職業隊 |
| 3    | 唐寧(DOWNING Dean) （夏普神鷹職業隊）    | 夏普神鷹職業隊 |

- 各項領先者：
  - 個人總成績、亞洲車手：朴晟柏，1:21'39"
  - 台灣車手：巫帛宏（申騰美利達隊），1:24'28"
  - 衝刺王：張瓚載（韓國國家隊），11分
  - 團體總成績：凱力職業車隊

### 第二站（新北市）
- 路線：疏洪一路→103線→台15線→台2線→101線→台2線→基金公路→北28→北28-1→台2線（麟山鼻遊憩區）
- 里程：全程118.01公里，不含暖胎的11.77公里（新站路→疏洪一路）
- 登山點：懷恩勝地(23.08km)、仁愛之家(59.48km)、北28線(79.53km)
- 衝刺點：石門國中(37.57km)、7-ELEVEN(97.8km)

#### 比賽數據
註：比賽成績以為準。
- 單站成績：

| 項目 | 個人前三名                                | 團體前三名       |
| ---- | ----------------------------------------- | ---------------- |
| 1    | 梅第(SOHRABI Mehdi) （大布里斯職業隊）    | 大布里斯職業隊   |
| 2    | 麥大衛(McCANN David) （捷安特建大職業隊） | 捷安特建大職業隊 |
| 3    | 鈴木真理 （禧瑪諾職業車隊）               | 澳洲職業隊       |

- 各項領先者：
  - 個人總成績：梅第，4:14'33"
  - 亞洲車手：鈴木真理，4:15'48"
  - 台灣車手：巫帛宏（申騰美利達隊），4:16'35"
  - 衝刺王：張瓚載（韓國國家隊），11分
  - 團體總成績：大布里斯職業隊